# Episodi di Segni particolari: genio (quinta stagione)
La quinta stagione della serie televisiva Segni particolari: genio è stata trasmessa in anteprima negli Stati Uniti d'America dalla ABC tra l'11 settembre 1990 e il 25 giugno 1991.
| nº | Titolo originale                               | Titolo italiano | Prima TV USA      | Prima TV Italia |
| -- | ---------------------------------------------- | --------------- | ----------------- | --------------- |
| 1  | Where's Charlie                                |                 | 11 settembre 1990 |                 |
| 2  | Twelve Angry Nerds                             |                 | 18 settembre 1990 |                 |
| 3  | The Heartbreak Nerd                            |                 | 25 settembre 1990 |                 |
| 4  | And Then There Were None                       |                 | 2 ottobre 1990    |                 |
| 5  | Getting Personal                               |                 | 9 ottobre 1990    |                 |
| 6  | Napoleon Blown Apart                           |                 | 16 ottobre 1990   |                 |
| 7  | Billy's Big One                                |                 | 23 ottobre 1990   |                 |
| 8  | Dead Men Don't Wear Pocket Protectors (Part 1) |                 | 30 ottobre 1990   |                 |
| 9  | Dead Men Don't Wear Pocket Protectors (Part 2) |                 | 6 novembre 1990   |                 |
| 10 | Fillmore vs. Billy Jeans                       |                 | 13 novembre 1990  |                 |
| 11 | Be My Baby... Sitter                           |                 | 20 novembre 1990  |                 |
| 12 | Dancing Fools                                  |                 | 27 novembre 1990  |                 |
| 13 | My Son the Primate                             |                 | 4 dicembre 1990   |                 |
| 14 | The Importance of Being Alex                   |                 | 11 dicembre 1990  |                 |
| 15 | Viki's Torn Genes                              |                 | 18 dicembre 1990  |                 |
| 16 | The Last Waltz                                 |                 | 8 gennaio 1991    |                 |
| 17 | Most Likely to Be Forgotten                    |                 | 15 gennaio 1991   |                 |
| 18 | The Strange Case of Randy McNally              |                 | 28 maggio 1991    |                 |
| 19 | My Dinner with Darlene                         |                 | 4 giugno 1991     |                 |
| 20 | The Phantom of the Glee Club                   |                 | 11 giugno 1991    |                 |
| 21 | It Couldn't Last Forever (Part 1)              |                 | 18 giugno 1991    |                 |
| 22 | It Couldn't Last Forever (Part 2)              |                 | 25 giugno 1991    |                 |